# Reith bei Seefeld
Reith bei Seefeld ist eine Gemeinde mit 1571 Einwohnern (Stand 1. Jänner 2024) im Bezirk Innsbruck-Land in Tirol (Österreich). Die Gemeinde liegt im Gerichtsbezirk Innsbruck.

## Geografie
Die Gemeinde liegt am Fuß der 2374 Meter hohen Reither Spitze am Südrand des Seefelder Plateaus, über dem Inntal, von wo eine Straßenverbindung über den Zirler Berg ins Inntal führt.

### Gemeindegliederung
| Katastralgemeinden                   | Ortschaften in der Gemeinde |
| ------------------------------------ | --- |
| Leithen (6,23 km²) Reith (14,70 km²) | Reith bei Seefeld Auland (D) Gschwandt (R) Gschwandtkopf (Hgr) Krinz (R) Leithen (R) Maximilianshütte (R) Mühlberg (W) Reith (D) |
| Legende                              | |

| In der Spalte Katastralgemeinden sind sämtliche Katastralgemeinden einer Gemeinde angeführt. In der Klammer ist die jeweilige Fläche in km² angegeben. |
| In der Spalte Ortschaften sind sämtliche von der Statistik Austria erfassten Siedlungen, die auch eine eigene Ortschaftskennziffer aufweisen, angeführt. In der Hierarchieebene derselben Spalte, rechts eingerückt, werden nur Ansiedlungen, die mindestens aus mehreren Häusern bestehen, dargestellt. Die wichtigsten der verwendeten Abkürzungen sind: - M = Hauptort der Gemeinde - Stt = Stadtteil - R = Rotte - W = Weiler - D = Dorf - ZH = Zerstreute Häuser - Sdlg = Siedlung - Hgr = Häusergruppe - E = Einzelgehöft (nur wenn sie eine eigene Ortschaftskennziffer haben) Die komplette Liste der Statistik Austria ist in: Topographische Siedlungskennzeichnung nach STAT Zu beachten ist, dass manche Orte unterschiedliche Schreibweisen haben können. So können sich Katastralgemeinden anders schreiben als gleichnamige Ortschaften bzw. Gemeinden. Quelle: Statistik Austria – |

### Nachbargemeinden
- Pettnau
- Seefeld in Tirol
- Telfs
- Zirl

## Geschichte
Der auf das Hochmittelalter zurückgehende Name weist auf eine Rodungstätigkeit hin, der Name bedeutet so viel wie „abgeholzter Platz“. Der Ortsteil Leithen wird urkundlich erstmals in den Jahren 1151–1157 als „Lîten“ genannt.
Seit 1350 ist die Gewinnung von Steinöl urkundlich überliefert. Der Abbau des Schiefers wurde 1964 eingestellt; das im Ichthyolwerk Maximilianshütte zu Heilmittel verarbeitete Gestein stammt aus einer Mine in Corbonod südlich von Genf.
Am 17. April 1945 wurde die Reither Eisenbahnbrücke durch einen gezielten Bombenangriff der 14. Fighter Group zerstört. Dabei kamen auch über 30 Häuser, die Kirche und die Schule zu Schaden.

### Bevölkerungsentwicklung
EinwohnerJahr3006009001200150018001860189019201950198020102040EinwohnerEinwohnerentwicklung von Reith bei Seefeld

## Kultur und Sehenswürdigkeiten

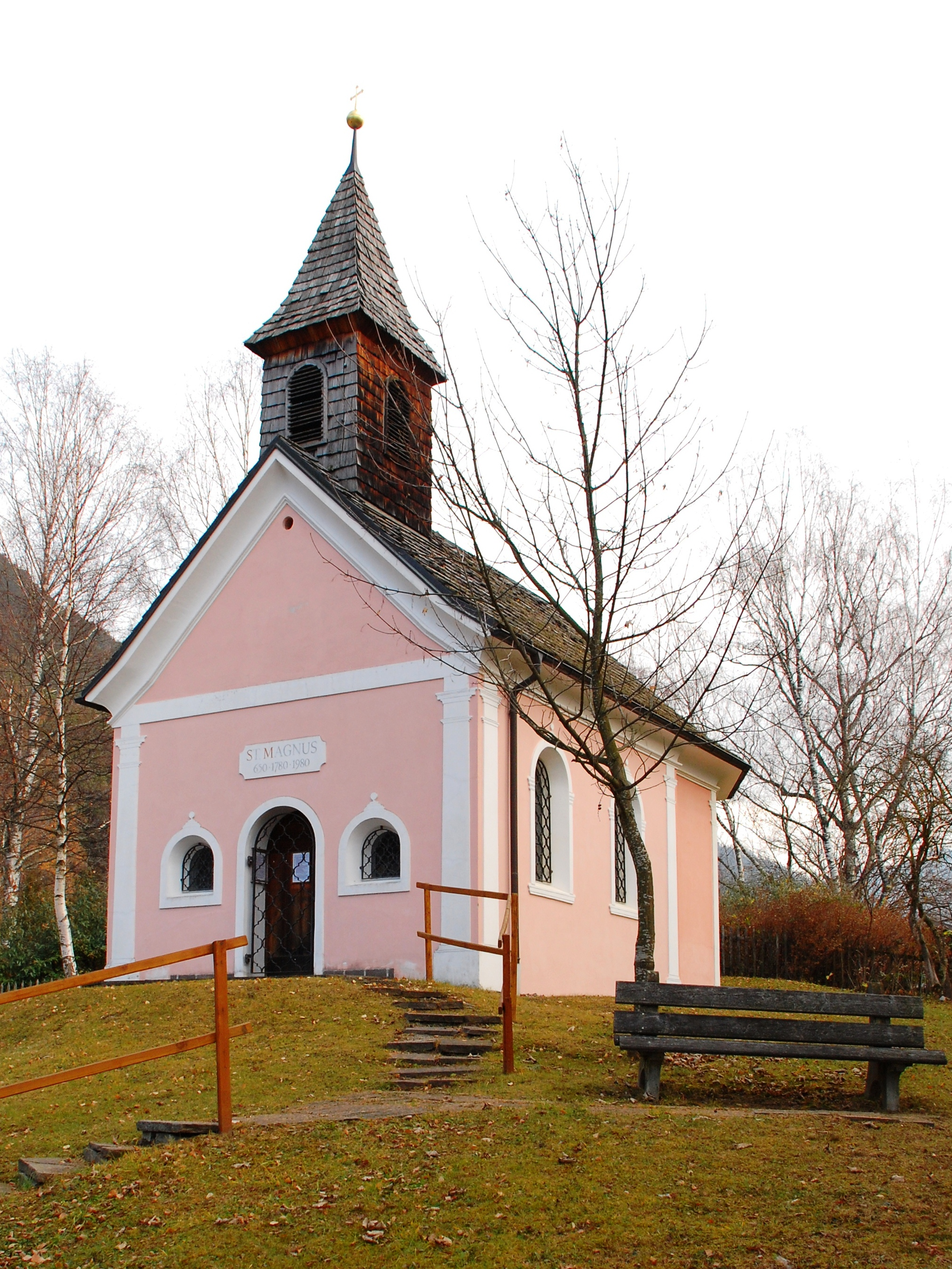
Neue Kapelle hl. Magnus in Leithen

- Katholische Pfarrkirche Reith bei Seefeld hl. Nikolaus
- Kapelle Mariahilf in Auland
- Magnus-Kapelle in Leithen
- Bildstock (Pestmarterl) an der Straße bei Leithen

## Wirtschaft und Infrastruktur
Reith ist ein zweisaisonaler Tourismusort in der Tourismusregion Olympiaregion Seefeld.

### Verkehr
- Bahn: In Leithen und in Reith sind Haltestellen der Mittenwaldbahn.

## Politik

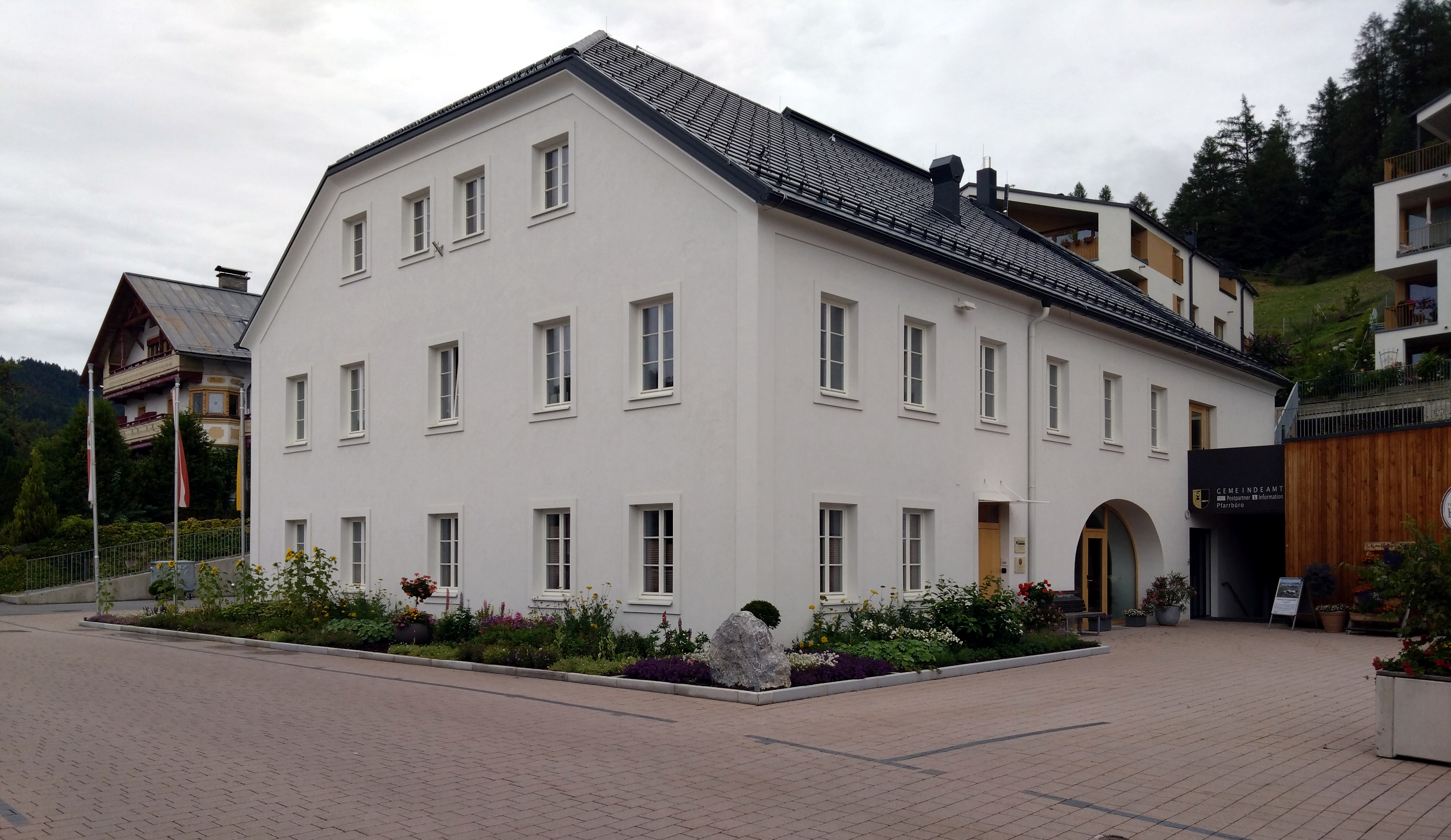
Gemeindeamt

### Gemeinderat
Da bei der Gemeinderatswahl 2004 eine Einheitsliste Dorfgemeinschaft angetreten war, stellte diese sowohl den Bürgermeister Willi Gruber als auch sämtliche 13 Gemeinderäte. Nachdem Gruber im Oktober 2007 aus gesundheitlichen Gründen zurückgetreten war, wurde bei einer Wahl am 20. Jänner 2008 Johannes Marthe als einziger Kandidat zu seinem Nachfolger gekürt. Bereits im Juni 2009 traten sämtliche Gemeinderäte mit Ausnahme des Bürgermeisters zurück und nannten dabei „massive Unstimmigkeiten“ als Begründung. Das Land Tirol setzte einen Amtsverwalter ein, der die Neuwahlen am 4. Oktober 2009 vorbereitete. Der bisherige Gemeindevorstand Hansjörg Haslwanter trat dabei als Listenführer der bisherigen Einheitsliste Dorfgemeinschaft an, während Marthe mit der neugegründeten Liste WIR – wichtig ist Reith ins Rennen ging. Roland Kluckner, der Sohn des langjährigen früheren Bürgermeisters Josef Kluckner, gründete die Liste FÜR REITH und Dominik Hiltpolt trat mit der Liste Neue Kraft Reith an.
Bei der Wahl 2015 entfielen 5 Sitze auf die Liste WIR – wichtig ist Reith von Bürgermeister Marthe, 3 auf die Neue Kraft Reith und 3 auf die Liste FÜR REITH. Die ehemalige Einheitsliste Dorfgemeinschaft, die aufgrund des Wahlergebnisses Anspruch auf 2 Gemeinderäte hatte, verzichtete auf ihre Mandate, weshalb der Gemeinderat nur aus 11 statt 13 Personen zusammengesetzt ist.
Im Jahr 2022 trat nur die Partei JA ZU REITH – Team Dominik Hiltpolt zur Wahl an und erhielt alle 13 Mandate.

### Bürgermeister
Aus der Bürgermeisterwahl am 4. Oktober 2009 ging Johannes Marthe mit 44 Prozent der Stimmen als klarer Sieger hervor. Hansjörg Haselwanter wäre sein Gegner für eine Stichwahl geworden, verzichtete aber auf einen zweiten Wahlgang. In den Jahren 2016 und 2022 wurde Dominik Hiltpolt als einziger Kandidat zum Bürgermeister gewählt.

### Wappen
Blasonierung: „Einen von Gold und Schwarz gespaltenen Schild im rechten goldenen Feld einen zum Schlage ausholenden, schwarz gekleideten Riesen und im unteren Teil des linken schwarzen Feldes einen nach rechts gewendeten goldenen Fisch.“
Das Wappen wurde der Gemeinde Reith bei Seefeld am 24. November 1970 unter Bürgermeister Josef Kluckner verliehen und erinnert an die Sage aus dem frühen Mittelalter, wonach der im Inntal hausende riesenhafte Bauer Thyrsus in der Gegend unterhalb von Reith von dem aus dem Welschland kommenden gepanzerten Riesen Haymo im Zweikampf erschlagen wurde. Die Farben der Gemeindefahne sind Gold und Schwarz.

## Persönlichkeiten
- Johannes Obleitner (1893–1984), Bildhauer und Maler, Ehrenbürger